# Beleg van Maagdenburg (1630-1631)
Het Beleg van Maagdenburg (Duits: Belagerung von Magdeburg) begon in juli 1630 tijdens de Dertigjarige Oorlog. Op 20 mei 1631 werd de stad Maagdenburg ingenomen en geplunderd door de troepen van de Duitse keizer en de Katholieke Liga onder leiding van Graaf Tilly en Pappenheim. Kort na de inname brak een brand uit, die een groot deel van de stad verwoestte. De plunderingen en de brand kostten aan ongeveer 20.000 van de ongeveer 30.000 inwoners en verdedigers van de stad het leven, waardoor Maagdenburg een symbool werd van de verwoestingen tijdens de Dertigjarige Oorlog.

## Voorgeschiedenis

### Verzet tegen de keizer
In 1625 verklaarde de lutherse administrator van Maagdenburg en Halberstadt, Christiaan Willem van Brandenburg, dat hij de Deense koning zou steunen in zijn oorlog tegen de keizer. Keizer Ferdinand II gaf hierop zijn generaal Albrecht von Wallenstein de opdracht om de bisdommen in te nemen. Christiaan Willem vluchtte naar Denemarken en de keizer probeerde zijn zoon Leopold Willem tot nieuwe bisschop te laten verkiezen. Het lutherse kapittel van Maagdenburg koos August van Saksen, de zoon van de keurvorst van Saksen tot nieuwe administrator. De stadsraad van Maagdenburg weigerde zowel de nieuwe administrator als het keizerlijke leger binnen de stadsmuren te laten. Na in de omgeving te hebben overwinterd marcheerde Wallenstein verder naar het noorden. Hij liet een deel van zijn leger achter onder bevel van Wolfgang Mansfeld om de raad te intimideren om alsnog een keizerlijk garnizoen te aanvaarden.
Nadat Wallenstein de Deense koning verslagen had en het keizerlijke leger in 1628 bijna heel Noord-Duitsland in handen kreeg, werd Maagdenburg geblokkeerd. Mansfeld eiste zware betalingen om de raad tot onderhandelen te dwingen. Om de reputatie van de keizer niet te schaden gebruikte hij zo min mogelijk geweld. De Hanze probeerde om in het conflict te bemiddelen, maar het lukte niet om tot een overeenstemming te komen. De stadsraad, die vooral uit rijke patriciërs bestond, was wel geneigd om te onderhandelen, omdat de handel door de blokkade stil was gelegd. De armere burgers, die onder een eventuele inkwartiering van keizerlijke soldaten het meest te lijden zouden hebben, wilden niet dat het bestuur soldaten zou toelaten. Ook een aantal lutherse predikanten riepen op tot verzet tegen de keizer.

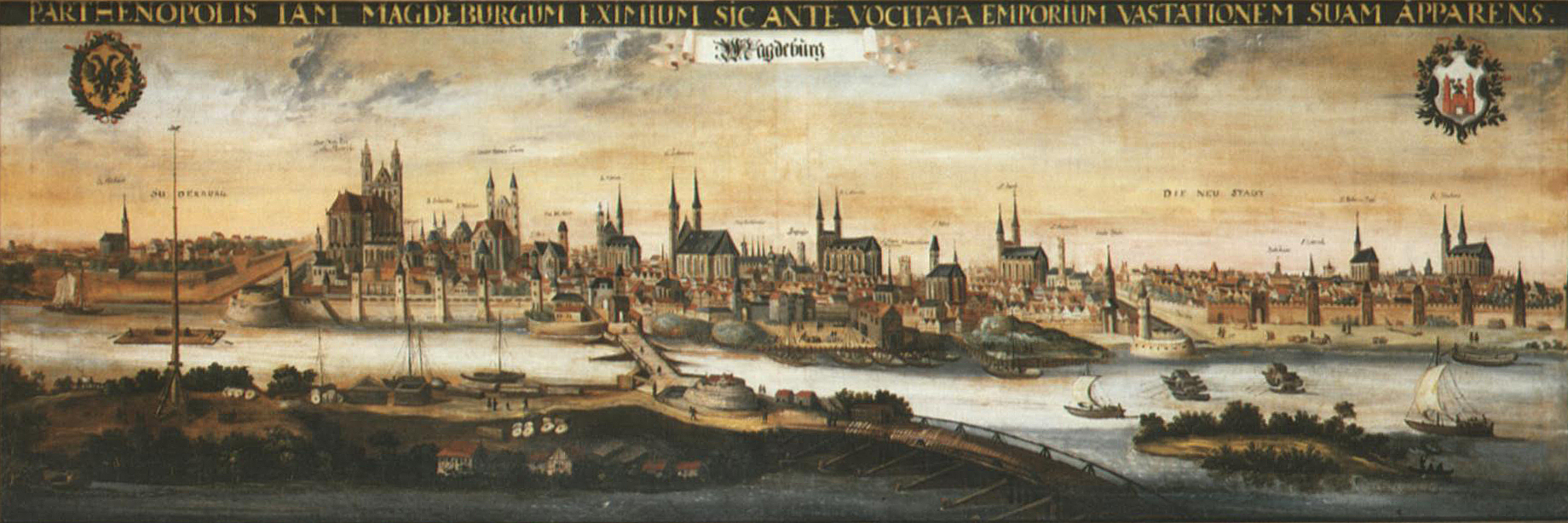
Maagdenburg rond 1600. Anonieme schilder naar een gravure door Jan van den Velde.

Na Wallensteins nederlaag bij Stralsund probeerde de generaal een nieuw beleg te vermijden. Hij liet zijn eis om een keizerlijk garnizoen te vestigen vallen en van het door de keizer uitgevaardigde Restitutie-edict zou de stad uitgezonderd worden. Wel moest de raad 15.000 thalers betalen. Wallenstein liet de loopgraven rond de stad afbreken en liet alleen een deel van zijn cavalerie achter om het verkeer naar de stad te controleren.

### De Zweedse inval
Koning Gustaaf II Adolf van Zweden landde in 1630 met zijn leger op de kust van Pommeren. De koning dwong de hertog van Pommeren om een alliantie met Zweden aan te gaan, maar de meeste Duitse vorsten hoopten neutraal te kunnen blijven in de strijd tussen Gustaaf Adolf en de keizer. Christiaan Willem, de afgezette administrator van Maagdenburg, ging wel een alliantie met Zweden aan. Hij hoopte hiermee in zijn oude functie hersteld te worden. Met een aantal volgelingen wist Christiaan Willen de stad binnen te komen, waar hij op 27 juli 1630 het stadhuis overviel en de raad en het domkapittel dwong om een verbond met Zweden aan te gaan. Gustaaf Adolf stuurde kolonel Falkenberg naar de stad om het bevel over te nemen en om ervoor te zorgen dat de stad Zweden trouw bleef. Een keizerlijk leger onder bevel van Pappenheim nam het platteland rond Maagdenburg in bezit. De stadswacht en de militie werden binnen de muren gedreven, maar Pappenheim had aan 3000 man niet genoeg om een beleg te beginnen.

## Het beleg en de inname

### De manoeuvres van Tilly en Gustaaf Adolf
Graaf Tilly, de opperbevelhebber van de Katholieke Liga, stuurde 7000 man versterking naar Maagdenburg, zodat Pappenheim de stad kon belegeren. Zelf marcheerde Tilly naar Mecklenburg om Gustaaf Adolf tegemoet te treden. Tilly veroverde Neubrandenburg op een Zweeds garnizoen, waarna Gustaaf Adolf zich terug trok naar de monding van de Oder. Tilly was niet sterk genoeg om het Zweedse leger aan te vallen en koos ervoor om zich terug te trekken naar Maagdenburg. Na de aankomst van Tilly bestond het leger van de belegeraars uit 25.000 man. Falkenberg had slechts 2500 professionele soldaten en 5000 gewapende burgers om de muren te verdedigen. Gustaaf Adolf trok intussen stroomafwaarts langs de Oder, waar hij Frankfurt en Landsberg innam. Tilly zette ondanks de dreiging het beleg voort. Op 1 mei 1631 werden de buitenwerken veroverd en twee weken later hadden troepen van de Liga de buitenwijken van de stad ingenomen. Een deel van de stadsraad wilde ingaan op Tilly's aanbod van een eervolle overgave, maar commandant Falkenberg bleef volhouden dat Gustaaf Adolf de stad zou ontzetten, maar de koning bevond zich in Potsdam, 90 kilometer ten oosten van Maagdenburg.

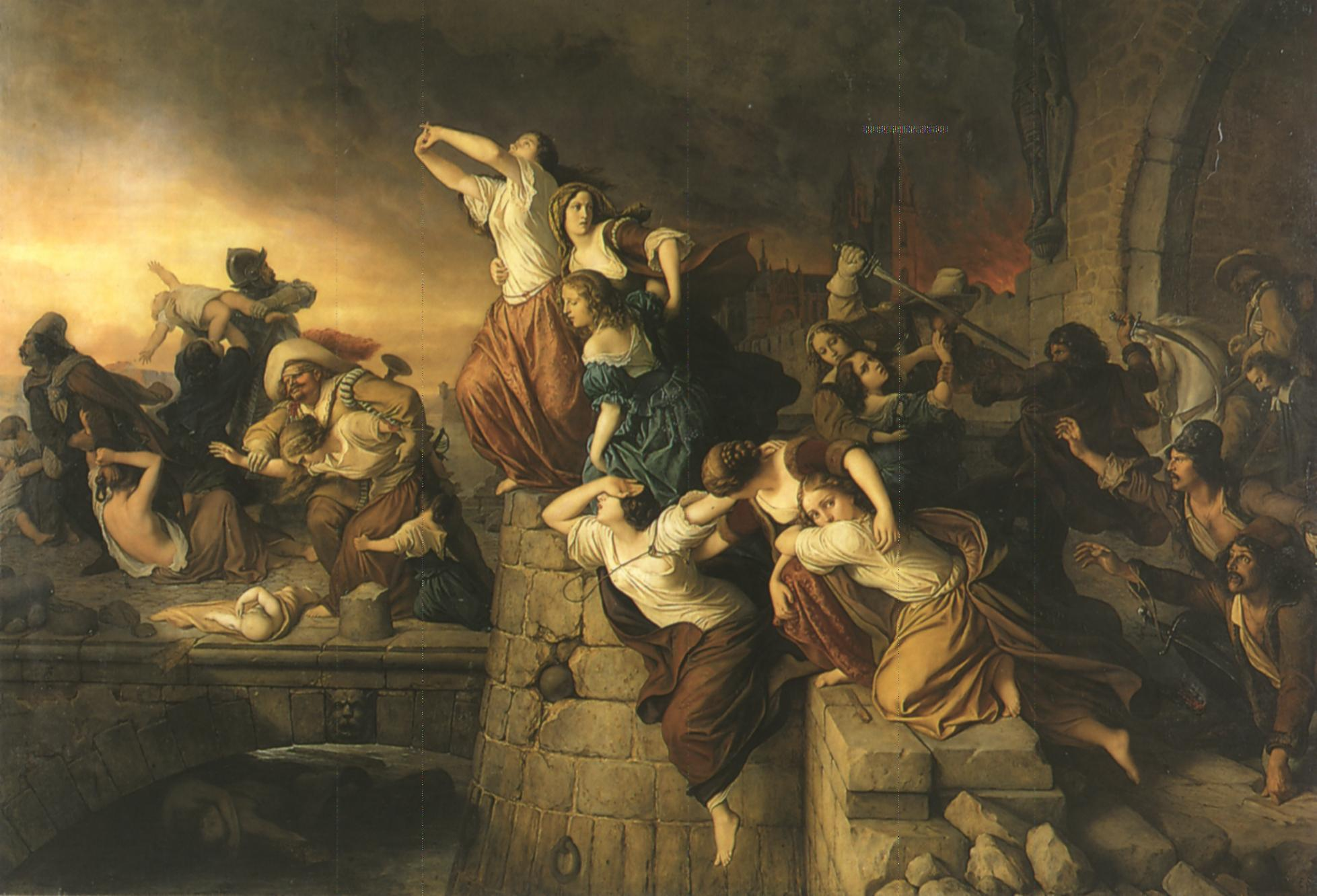
De Plundering van Maagdenburg of de Maagdenburger Jonkvrouwen romantisch schilderij door Eduard Steinbrück, 1866.

### De bestorming
Op de ochtend van 20 mei om 7 uur gaf Tilly het bevel om met de bestorming te beginnen. Van vijf kanten werden de stadsmuren bestormd door 18.000 man. Het moreel onder de troepen was hoog, vanwege de extra rantsoenen wijn die de bevelhebbers hadden laten uitdelen. Ondanks een tekort aan munitie probeerden de verdedigers de muren te behouden. Pappenheims regiment nam de noordelijke sectie van de stadsmuur in. Tegelijkertijd braken twee compagnieën Kroaten door een zijpoort aan de Elbe-oever. Onder de inwoners van de stad brak paniek uit en aan de Elbe-oevers brak er brand uit. De verdedigers gaven de muren op en de meeste mensen barricadeerden hun huizen. Het vuur verspreidde zich totdat het een buskruitopslag in een apotheek bereikte. De ontploffing zette een groot deel van de stad in lichterlaaie. Falkenberg en een deel van de raad werden in het stadhuis overvallen, waarbij Falkenberg gedood werd.
Graaf Tilly zou zijn troepen het bevel gegeven hebben de plunderingen te stoppen om de brand te blussen, maar de soldaten waren uitzinnig, waardoor de stad bijna geheel afbrandde. Een aantal soldaten gehoorzaamde de bevelen en wist de Dom met daarin 1000 mensen te redden. In het norbertijner klooster, dat ook aan de vlammen ontkwam, werden 600 vrouwen opgenomen. De monniken zagen hoe zes soldaten op de binnenplaats een twaalfjarig meisje verkrachtten, maar ze durfden niet in te grijpen. De plunderingen gingen na de inval nog een aantal dagen door en de brand verwoestte 1700 van de 1900 gebouwen in de stad. Uiteindelijk stierven ongeveer 20.000 inwoners tijdens de inval, de meesten in de brand of door verstikking door rook. Er waren te veel lichamen om te begraven en om ziekteverspreiding te voorkomen werden de meeste lijken in de Elbe geworpen.

## Gevolgen
Maagdenburg was door de inval totaal verwoest. Volgens een volkstelling had de stad in 1632 nog maar 449 inwoners. Tot ongeveer 1720 bleef de stad vol met puin liggen. In protestantse propaganda nam de vernietiging een belangrijke plaats in. Latere slachtingen werden vaak met Maagdenburg vergeleken en Magdeburgisieren werd in het Duits een populaire term voor de totale vernietiging van een stad.